# Glucoronolactona
A glucoronolactona é um tipo de carboidrato biossintetizado a partir da glicose, podendo ser encontrado também no vinho tinto, cereais, maçãs e pêras. É essencial para a desintoxicação e metabolismo de ampla variedade de xenobióticos e medicamentos, via conjugação no fígado, que são excretados na urina.

## Usos
Glucoronolactona é rapidamente absorvida e metabolizada em metabólitos não-tóxicos, tais como xilulose. Além disso, aumenta os níveis de ácido ascórbico no sangue e sua excreção renal no homem e no cão, lembrando que a espécie humana não sintetiza a vitamina C. De acordo com o Merck Index, também é usado como um desintoxicante.
Glucoronolactone é um ingrediente popular em bebidas energéticas com alegações de que ele desintoxica o organismo. Embora os níveis de glucoronolactone em bebidas energéticas podem ultrapassar muito os encontrados no resto da dieta, a Autoridade Europeia para a Segurança Alimentar (EFSA) concluiu que a exposição a glucoronolactone do consumo regular de bebidas energéticas não é uma preocupação de segurança. O nível de efeito não observado adverso de glucoronolactone é de 1000 mg/kg/dia.